# Erzeparchie Homs (Syrer)
Die Erzeparchie Homs (lat.: Archieparchia Hemesenus Syrorum) ist eine in Syrien gelegene Erzeparchie der syrisch-katholischen Kirche mit Sitz in Homs.

## Geschichte
Die Erzeparchie Homs wurde 1678 errichtet.
Das Bistum unterhält zudem seit dem 13. November 2015 eine Partnerschaft mit der Bistum Fréjus-Toulon in Frankreich.

## Erzbischöfe von Homs
- Gabriel Homsi, 1816–1858
- Gregorio Giorgio Sciahin, 1872–1913
- Paolo Massad, 1889–1892, dann Erzbischof von Damaskus
- Joseph Rabbani, 1927–1947
- Joseph Jacob Abiad, 1971–1982
- Théophile Jean Dahi, 1984–1994
- Ignatius Moussa I. Daoud, 1994–1998, dann Patriarch von Antiochia
- Théophile Georges Kassab, 1999–2013
- Philippe Barakat, 2016–2020
- Julian Yacoub Mourad, seit 2023